# Lennart Nederkoorn
Lennart Nederkoorn (Deurne, 23 oktober 1975) is een voormalig Nederlands profvoetballer die tussen 1997 en 2000 onder contract stond bij VVV. Hij speelde bij voorkeur als middenvelder.

## Loopbaan
Nederkoorn speelde vier jaar in de jeugdopleiding van PSV, waarna hij terugkeerde naar zijn oude amateurclub SV Deurne. In 1997 kreeg hij bij VVV een nieuwe kans in het betaalde voetbal. Daar maakte hij op 19 augustus 1997 zijn competitiedebuut in het eerste elftal, tijdens een uitwedstrijd bij BV Veendam (1-1), als invaller voor Maurice Koenen. Nederkoorn stond drie jaar onder contract bij de Venlose eerstedivisionist. Vervolgens kwam de middenvelder nog uit voor VV Geldrop en VV De Valk.

## Statistieken
| Seizoen | Club   | Competitie     | Competitie | Competitie | Beker | Beker | Playoffs | Playoffs | Totaal | Totaal |
| Seizoen | Club   | Competitie     | Wed.       | Dlp.       | Wed.  | Dlp.  | Wed.     | Dlp.     | Wed.   | Dlp.   |
| ------- | ------ | -------------- | ---------- | ---------- | ----- | ----- | -------- | -------- | ------ | ------ |
| 1997/98 | VVV    | Eerste divisie | 15         | 0          | 3     | 0     | —        | —        | 18     | 0      |
| 1998/99 | VVV    | Eerste divisie | 26         | 1          | 4     | 3     | —        | —        | 30     | 4      |
| 1999/00 | VVV    | Eerste divisie | 7          | 1          | 3     | 0     | —        | —        | 10     | 1      |
| Totaal  | Totaal | Totaal         | 48         | 2          | 10    | 3     | 0        | 0        | 58     | 5      |